# Double Down (personaggio)
Double Down è un personaggio dei fumetti della DC Comics, creato da Geoff Johns ed Ethan Van Sciver. È un supercriminale avversario di Flash. Comparve per la prima volta in Flash: Iron Heights (2001).

## Biografia del personaggio
Jeremy Tell era un artista della truffa ed uno scommettitore compulsivo. Una notte, perdendo tutti i suoi soldi al gioco, assassinò il più grande scommettitore vincente. Un mistico "mazzo di carte maledetto" possedute dall'uomo si animarono ed avanzarono verso di lui, fendendo e incollandosi alla sua pelle. Queste carte presero il posto della maggior parte della sua carne, e ricoprirono la maggior parte del suo corpo. Ora, Tell poteva, mentalmente o misticamente, controllare queste carte, staccandole dal suo corpo e dirigendo i loro movimenti. Poteva utilizzare le parti taglienti delle carte per tagliare, o ricoprire qualcuno di carte. Spesso, Tell utilizza giochi di parole correlati alle scommesse, nello stesso modo in cui avrebbe fatto un tipico criminale della Silver Age.
L'estensione del proprio controllo su queste carte è impreciso, come anche il limite dei materiali che queste carte possono tagliare. Le carte di Tell hanno tagliato Superman, che come si sa è vulnerabile alla magia. Quando Double Down, Capitan Boomerang, il Re Squalo e Killer Frost furono inviati ad uccidere Amanda Waller, le carte di Tell non poterono tagliare un tratto di pavimento che Superman eresse contro i criminali. Invece, si incastonarono su questo pavimento, permettendo a Superman di mettere Tell fuori combattimento con un pugno.

### Iron Heights
Quando Murmur rilasciò il suo virus ad Iron Heights, Flash e il Pifferaio furono inviati ad investigare proprio sulla causa del virus. Durante la fuga di massa dei prigionieri, Tell, che stava scontando una pena per omicidio, violenza e frode, fu liberato e si scontrò con il Pifferaio. Tell gli coprì la bocca con una carta così che non potesse utilizzare il suo flauto ed utilizzò le carte restanti per fare a pezzi il suo costume. Il Pifferaio, a quel punto, lanciò il suo flauto nella bocca di Tell e gli diede un pugno, costringendolo a soffiare nello strumento. Il suono risultante fece svenire Tell, che fu riportato in cella di isolamento.
Dopo essere evaso da Iron Heights, lui e Girder furono entrambi assoldati dal Pinguino per aiutarlo a stabilirsi come re del crimine a Keystone City. Sfortunatamente per lui, furono tutti fermati da Flash e Nightwing.
Durante i recenti eventi narrati in Crisi infinita, Double Down fu uno dei molti criminali super umani che si unirono all'organizzazione della Società di Alexander Luthor Jr..
Double Down comparve in Countdown n. 30, mentre tentava di rubare la macchina di Trickster e del Pifferaio. Fu più tardi catturato dalla Suicide Squad ma non informò il Pifferaio e Trickster dei vari sistemi subdoli della Waller.
In Rouges' Revenge n. 1, Trickster II affermò che aveva scommesso con Double Down che i Nemici sarebbero stati trattenuti nella Titans Tower.
Double Down fu citato in Wizard Magazine dallo scrittore di lunga data di Flash, Geoff Johns come uno dei Nemici a cui sarebbe piaciuto dedicare più tempo - "Quello che va per la maggiore", per così dire.

## Poteri e abilità
La pelle di Double Down fu rimpiazzata da un "mazzo di carte maledetto". È psionicamente in grado di controllare le carte, staccarle dal suo corpo e dirigerne i movimenti. Può utilizzarle come lame affilate per tagliare gli oggetti, o per bloccare un avversario riempiendolo di carte.

## Altri media

### Televisione
Double Down appare nel terzo episodio della quarta stagione di Arrow.

### Cinema
Il personaggio appare in un piccolo cameo nel film del DC Extended Universe The Suicide Squad - Missione suicida (2021), interpretato da Jared Leland.